# كربوكسي لياز

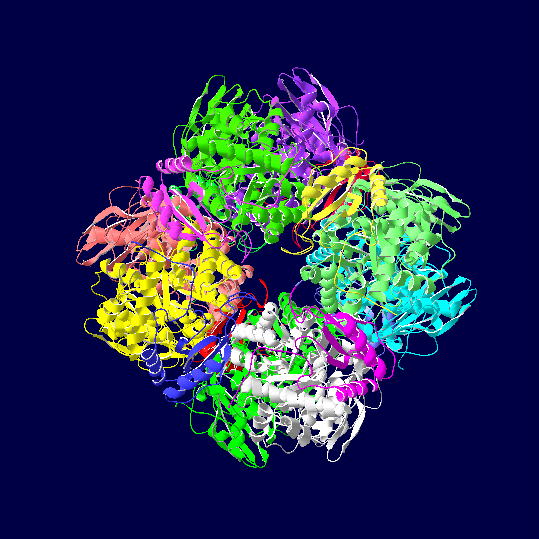
كربوكسي ليازإنزيم يحفّز إزالة مجموعة الكربوكسيل من المركبات، مُنتجًا ثاني أكسيد الكربون

كربوكسي لياز (بالإنجليزية: Carboxy-lyases)‏ ويُسمى أيضاً نازعة الكربوكسيل (بالإنجليزية: Decarboxylases)‏ هوَ إنزيم لياز يَعمل على إضافة أو إزالة حمض كربوكسيلي من مركب عضوي، حيثُ يُحفز هذا الإنزيم نَزع الكربوكسيل من الأحماض الأمينية وأحماض بيتا وألفا الكيتونية.

## التصنيف والتسمية
تحميل إنزيمات الكربوكسي لياز رقم التصنيف الإنزيمي 4.1.1. عادةً ما تُسمى هذه الإنزيمات بَعد اسم الرَكيزة التي تُحفز بواسطة نزع الكربوكسيل مِثل نازعة كربوكسيل البيروفات التي تُحفز نزع الكربوكسيل من حمض البيروفيك.

## أمثلة
- نازعة كربوكسيل الحمض الأميني العطري
- نازعة كربوكسيل الجلوتامات
- نازعة كربوكسيل الهيستيدين
- نازعة كربوكسيل الأورنيثين
- كربوكسيلاز فوسفوإينول البيروفات
- نازعة كربوكسيل البيروفات
- نازعة كربوكسيل الكوسينثاز يوروبرفيرينوجين III
- مخلقة أحادي فسفات اليوريدين

## روابط خارجية
- Carboxy-Lyases في المكتبة الوطنية الأمريكية للطب نظام فهرسة المواضيع الطبية (MeSH).